# Eliana Chávez
Eliana Chávez Valencia (* 28. Dezember 1997) ist eine kolumbianische Leichtathletin, die sich auf den Sprint spezialisiert hat.

## Sportliche Laufbahn
Erste internationale Erfahrungen sammelte Eliana Chávez im Jahr 2013, als sie bei den Panamerikanischen Juniorenmeisterschaften in Medellín in 2:17,57 min den achten Platz im 800-Meter-Lauf belegte. Im Jahr darauf gewann sie bei den Jugendsüdamerikameisterschaften in Cali in 55,30 s die Bronzemedaille über 400 m und sicherte sich mit der kolumbianischen 4-mal-400-Meter-Mixed-Staffel in 3:28,53 min die Silbermedaille. 2015 belegte sie dann bei den Panamerikanischen Juniorenmeisterschaften in Edmonton in 2:20,99 min den siebten Platz über 800 m und schied über 400 m mit 57,82 s im Vorlauf aus. Zudem wurde sie in der 4-mal-400-Meter-Staffel disqualifiziert. 2016 kam sie bei den U20-Weltmeisterschaften in Bydgoszcz mit 56,96 s nicht über die ersten Runde über 400 m hinaus und anschließend gewann sie bei den U23-Europameisterschaften in Lima in 54,48 s die Silbermedaille hinter ihrer Landsfrau Astrid Balanta. Bei den IAAF World Relays 2017 auf den Bahamas schied sie mit 3:40,19 min im Vorlauf aus und anschließend gewann sie bei den Südamerikameisterschaften in Luque in 3:33,92 min gemeinsam mit Rosangélica Escobar, Astrid Balanta und Jennifer Padilla die Silbermedaille mit der Staffel hinter dem Team aus Brasilien. Daraufhin nahm sie an der Sommer-Universiade in Taipeh teil und schied dort mit 57,05 s im Halbfinale über 400 m aus. Ende November wurde sie bei den Juegos Bolivarianos in Santa Marta in 54,49 s Sechste über 400 m, gewann in 45,96 s die Bronzemedaille in der 4-mal-100-Meter-Staffel hinter Venezuela und Ecuador und sicherte sich in 3:38,49 min die Silbermedaille in der 4-mal-400-Meter-Staffel hinter Chile.
2018 klassierte sie sich bei den Südamerikaspielen in Cochabamba mit 53,74 s auf dem vierten Platz über 400 m und siegte in 3:31,87 min gemeinsam mit Rosangélica Escobar, Melissa González und Jennifer Padilla in der 4-mal-400-Meter-Staffel und stellte damit einen neuen Spielerekord auf. Im August gewann sie dann bei den Zentralamerika- und Karibikspielen (CAC) in Barranquilla in 3:32,61 min die Bronzemedaille mit der Staffel hinter den Teams aus Kuba und Jamaika. Daraufhin gewann sie bei den U23-Südamerikameisterschaften in Cuenca in 53,11 s die Bronzemedaille über 400 m hinter der Chilenin Martina Weil und Tiffani Marinho aus Brasilien. Zudem siegte sie in 3:35,50 min mit neuem Meisterschaftsrekord in der 4-mal-400-Meter-Staffel und gewann in der 4-mal-100-Meter-Staffel in 45,57 s die Bronzemedaille hinter Ecuador und Chile. 2019 belegte sie bei den Südamerikameisterschaften in Lima in 53,66 s den sechsten Platz über 400 m und siegte in 3:32,81 min gemeinsam mit Lina Licona, Melissa González und Jennifer Padilla in der 4-mal-400-Meter-Staffel und gewann in 44,97 s gemeinsam mit Melissa González, Jennifer Padilla und Eliecith Palacios die Silbermedaille in der 4-mal-100-Meter-Staffel hinter dem Team aus Brasilien.

## Persönliche Bestzeiten
- 200 Meter: 23,70 s (−0,9 m/s), 23. Juni 2019 in Cali
- 400 Meter: 52,54 s, 22. Juni 2019 in Cali